# Acksjön Rödön
Acksjön Rödön este o arie protejată (arie specială de conservare — SAC, sit de importanță comunitară — SCI) din Suedia întinsă pe o suprafață de 13,3 ha, integral pe uscat.

## Localizare
Centrul sitului Acksjön Rödön este situat la coordonatele 63°14′07″N 14°28′26″E / 63.2353°N 14.4738°E.

## Înființare
Situl Acksjön Rödön a fost declarat sit de importanță comunitară în ianuarie 2002 pentru a proteja 1 specie de plante și 1 specie de animale. Situl a fost protejat și ca arie specială de conservare în martie 2011.

## Biodiversitate
Situată în ecoregiunea boreală, aria protejată conține 2 habitate naturale: Mlaștini alcaline, Taiga vestică.
La baza desemnării sitului se află mai multe specii protejate:
- plante (1): papucul doamnei (Cypripedium calceolus)
- nevertebrate (1): Lycaena helle